# Midland Radio
Midland Radio, o Midland Radio Corporation, è un'azienda statunitense che progetta e costruisce ricetrasmettitori ed accessori, nata nel 1959 a Kansas City e sviluppatasi negli anni della guerra fredda. Midland riforniva le forze dell'ordine negli USA, privati, radioamatori, mezzi nautici e aviazioni. Il suo ruolo, forte negli anni 1970 e 1980, è stato importante per il settore radioamatoriale.

## Storia
Nel 1977 viene prodotto il primo cb omologato sul mercato europeo. Nel 1998 viene progettato il primo walkie-talkie lpd. Al 2008 risale l'interfono per la comunicazione tra moto e moto. Nel 2013 viene prodotta una action camera con controllo remoto wi-fi. Nel 2018 viene presentato il microfono cb digitale, il Dual Mike.